# Baby Records
La Baby Records è stata una casa discografica italiana, attiva dal 1974 al 1994.

## Storia

### Origini
Baby Records fu fondata nel 1974 a Milano dal discografico Federico "Freddy" Naggiar; la sua sede era all'epoca in piazza della Repubblica, per poi trasferirsi in via Timavo.
Inizialmente, Naggiar firmò un contratto di distribuzione con la Yep che già nel 1975 ottenne un successo da hit parade con Tornerò dei Santo California.

#### Schlaks e Pupo
L'intuizione della dirigenza della Baby Records era quella che, per poter ottenere visibilità, si sarebbe dovuto produrre qualcosa di nuovo: si scelse per la disco music da una parte, e autori e stili completamente innovativi dall'altra, offrendo al pubblico artisti stranieri e finti stranieri, italiani noti o esordienti e personaggi televisivi celebri. Soprattutto per questi ultimi, come per altri, la mossa vincente è stata la scelta di portarli a Sanremo con canzoni di tipo estremamente commerciale, anticipando le mode pop degli anni ottanta.
Fu così che, dopo la produzione di alcuni singoli strumentali, grazie alla presentazione da parte di Vince Tempera, venne prodotto il primo 45 giri dell'esordiente compositore statunitense Stephen Schlaks dal titolo Blue Dolphin/Antonia. Col maestro Tempera, Schlaks formò un connubio musicale che portò ad un'originale miscela di tastiere elettroniche, violini, fiati e cori femminili. Innovativa, per l'Italia, è stata anche l'idea di inserire il disco all'interno di una collana tematica, denominata Discoteque Love. Nel 1975 fu la volta del primo LP della Baby Records: si trattava di Schlaks, con ...sì ci sono anch'io. Egli incise vari album di successo con la BR fino al 1982.
Nel 1976 iniziò ad incidere Enzo Ghinazzi, un ragazzo toscano che già lavorava alla Baby Records come rappresentante. Naggiar gli trovò uno pseudonimo, Pupo, scelto per il fatto che sembrava ancora più giovane di quanto non fosse, e se il suo primo 45 giri Ti scriverò passò inosservato, così come il successivo, con il terzo Io solo senza te (1977) arrivò il primo ingresso in classifica confermato dal 45 giri Sempre tu/Grazie perché. Il successo fu crescente con i successivi singoli Ciao del 1978, Forse del 1979, e soprattutto Su di noi del 1980 che si classificò terzo al Festival di Sanremo. Gelato al cioccolato del 1979 e Più di prima del 1980 furono due dei quattro album da lui incisi per la Baby Records.
Pupo diventò anche autore per altri artisti della casa discografica, come i Ricchi e Poveri in versione a tre, Donatella Milani e Paolo Barabani.

### Anni ottanta

#### La disco music e il Munich Sound

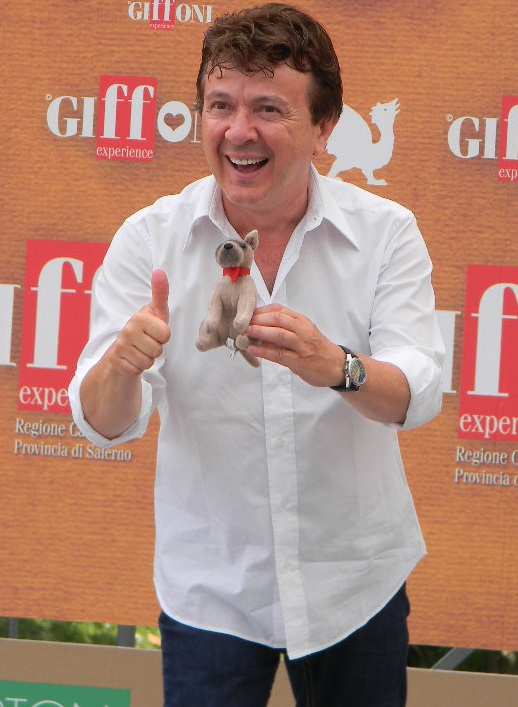
Pupo in una foto degli anni duemila.

La dirigenza della Baby Records ebbe la capacità di riscoprire talenti abbandonati da altre etichette, e questo gli permise un grande successo sia nella musica leggera che nella disco. Alla Baby Records si unirono i fratelli Carmelo e Michelangelo La Bionda, reduci da alcune produzioni con la Ricordi e da una manciata di singoli, senza grossi risultati. Naggiar comprese il potenziale in Italia, e già dal 1976 venne inciso l'LP Tutto va bene che, pur non riscuotendo un successo particolare, costituì l'inizio di un'ascesa rapida sia per i due che per la casa discografica. Gli ottimi riscontri commerciali, infatti, giunsero con gli album successivi (Bandido del 1979) e con le hit Disco Bass, 1, 2, 3, 4... Gimme some more e One for You, One for Me. Dal 1977 al 1980 furono presenti sul mercato con due pseudonimi differenti: il loro cognome e D. D. Sound. Tutte le produzioni di disco music dei La Bionda venivano realizzate a Monaco di Baviera, con l'arrangiatore Charly Ricanek e il paroliere Richard Palmer-James.
La Italodisco

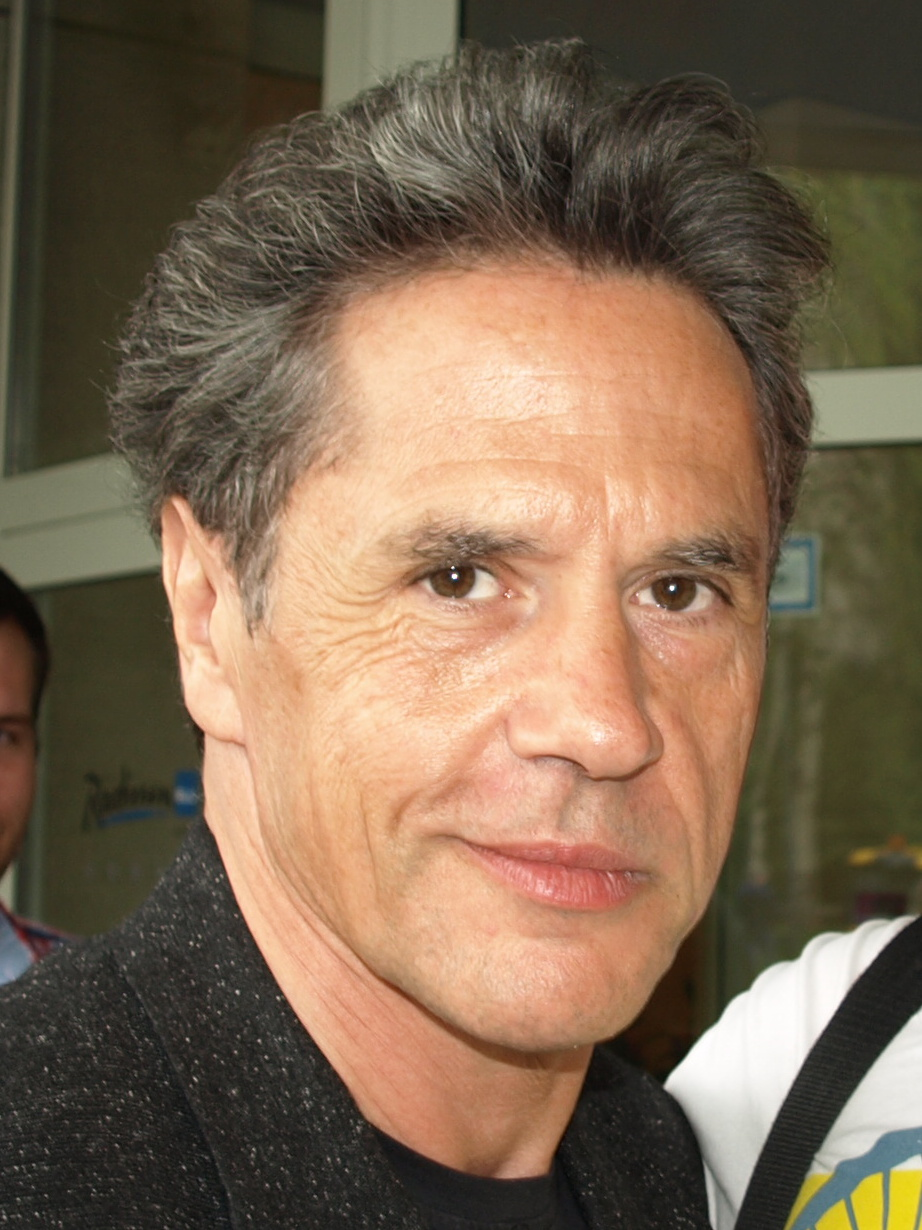
Gazebo in una foto degli anni duemila.

Nel 1982 che, con la pubblicazione del singolo Masterpiece, si inaugurò con successo il cosiddetto filone Italo disco. Pubblicato inizialmente dalla casa discografica romana indipendente Best Record, di Claudio Casalini, venne in seguito ristampato dalla Baby Records che permise al brano di raggiungere grande fama. L'interprete era Gazebo, nome d'arte di Paul Mazzolini, un giovane cantante italiano nativo di Beirut. Sempre sotto la guida di Naggiar, nell'estate del 1983, Gazebo pubblicò il singolo I Like Chopin creato insieme al team della casa discografica. Il pezzo, scritto da Pierluigi Giombini e dallo stesso Gazebo rimase in testa alle classifiche europee per settimane e si fece conoscere anche in Giappone e negli Stati Uniti,  diventando il maggior successo di Gazebo, nonché uno dei dischi più venduti dell'etichetta e il secondo singolo più venduto in Italia nell'anno 1983 (preceduto da Flashdance... What a Feeling di Irene Cara). Il passo successivo fu la pubblicazione dell'album d'esordio omonimo che raggiunse la sesta posizione nell'hit parade italiana, dal quale venne estratto un altro 45 giri da classifica, Lunatic. Nel 1984 seguì l'uscita di un secondo 33 giri intitolato Telephone Mama, che incontrò minor favore di pubblico.
Gazebo scrisse anche il testo di Dolce vita, destinato a diventare il più grande successo discografico nella carriera di Ryan Paris, nome d'arte di Fabio Roscioli.
Un altro volto della Italo disco targata Baby Records è stato Den Harrow, pseudonimo di Stefano Zandri, che ebbe ottimi riscontri commerciali, soprattutto all'estero, con varie hit come Future Brain e Bad Boy, entrambe incise nel 1985. La particolarità legata al "Progetto Harrow" stava nel fatto che Zandri rappresentava solo fisicamente tale progetto, mentre la voce apparteneva allo statunitense Tom Hooker, che incise anche col suo nome e col suo volto riuscendo ad entrare in classifica con Looking for love.
Altri successi del genere dance si ebbero con Spargo (You and me del 1980), Albert One, Pino Presti, Pink Project.

#### Produzione strumentale
Nel 1980 ebbe inizio la saga dei Rondò Veneziano, ensemble musicale nato da un'idea di Freddy Naggiar e del compositore Gian Piero Reverberi. Il progetto prevedeva, inizialmente, un prodotto strumentale italiano, sulla falsariga delle canzoni di Angelo Branduardi, alternativo a quello internazionale di Stephen Schlaks, ideato qualche anno prima dall'etichetta. Per Reverberi la forma della ballata, senza un testo di supporto, appariva ripetitiva, perciò si ingegnò nel creare uno stile del tutto nuovo che fondeva la tradizione strumentale italiana barocca e la musica pop. Così, mise assieme nove musicisti che suonavano in abiti del XVIII secolo, trovata commerciale di forte impatto oltretutto supportata dai continui passaggi televisivi del loro primo brano Rondò veneziano. Infatti, il pezzo fu scelto da Silvio Berlusconi, sotto consiglio di Naggiar, come sigla di apertura e chiusura dei programmi della nascente Canale 5, andando in onda sei volte al giorno, destando, così, la curiosità degli ascoltatori. Venne pubblicato il primo 33 giri Rondò Veneziano, nome derivato dalla canzone e poi dato anche al progetto, che raggiunse la terza posizione della classifica e, tra l'altro, fu il decimo album più venduto dell'anno in Italia. Seguirono altri LP che affermarono la loro popolarità: La Serenissima del 1981, Odissea veneziana del 1984 e Casanova del 1985. Molto acquistata, anche in Europa, fu la compilation-remix Venezia 2000 del 1983.

#### Produzione pop

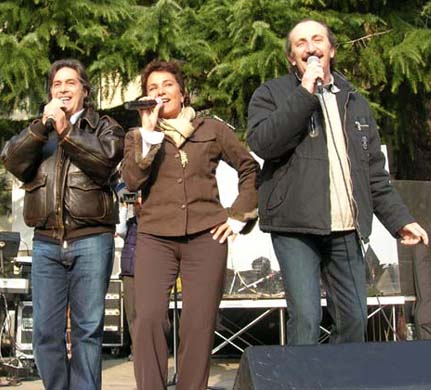
I Ricchi e Poveri in una foto degli anni duemila.

La BR riuscì anche a rilanciare cantanti la cui carriera era in crisi da tempo. È il caso dei Ricchi e Poveri e di Al Bano, in ribasso da qualche anno.
I primi, provenienti dalla Fonit Cetra, approdarono alla casa discografica di Naggiar nel 1980, anno in cui pubblicarono l'album La stagione dell'amore, composto da canzoni scritte principalmente da Cristiano Minellono e Toto Cutugno. Il 33 giri, costituito da sonorità dance, novità per il quartetto genovese, e allo stesso tempo dall'utilizzo della polifonia, riuscì ad ottenere una discreta visibilità in Spagna. Ma ciò non bastava per tornare alla ribalta, perciò occorreva un cambiamento più radicale. Così, l'anno seguente, Pupo, Dario Farina e Daniele Pace composero per il gruppo Sarà perché ti amo, brano ballabile dal ritornello immediato che i Ricchi e Poveri, nel frattempo rimasti in tre, proposero a Sanremo. Si classificarono quinti ma il brano volò al primo posto delle classifiche italiane, francesi e spagnole (con la corrispondente versione in lingua Sera porque te amo), e si diffuse con esiti sorprendenti anche nel resto d'Europa. Alla fine del 1981 risultò la canzone italiana più venduta dell'anno in patria e in Francia. A questa hit ne seguirono altre entrate nei piani alti delle classifiche: M'innamoro di te, Come vorrei, Piccolo amore e Cosa sei, oltre a Made in Italy, divenuta il loro biglietto da visita all'estero. Anche i vari album che incisero, E penso a te del 1981, Mamma Maria del 1982, e Voulez vous danser del 1983, vendettero molto.

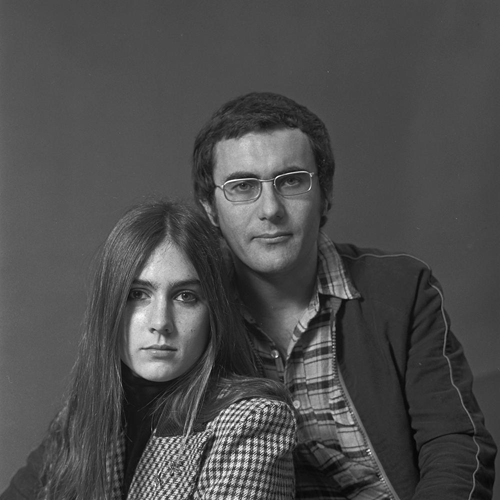
Al Bano e Romina Power in una foto degli anni settanta.

Per quanto riguarda Al Bano, Freddy Naggiar ebbe l'intuito di unirlo alla moglie Romina Power anche musicalmente, cosa avvenuta fino ad allora solo in un paio di occasioni nella seconda metà degli anni settanta. Il loro primo singolo, Sharazan (un pezzo già proposto nel 1980 a nome Zachar Orchestra), uscì nel 1981 ed ebbe da subito ottimi riscontri commerciali sia in Italia che in Europa, ma fu con il successivo, Felicità, che sbancarono le classifiche del 1982. Tale brano fu portato a Sanremo, dove raggiunse il secondo gradino del podio. Nello stesso periodo uscì Il ballo del qua qua, canzone per i più piccoli interpretata solo da Romina che risultò una delle più acquistate dell'anno in Italia. Entrambe le canzoni vennero inserite nell'LP Aria pura.
La Baby Records ottenne anche due vittorie al Festival di Sanremo: nel 1984 con Ci sarà di Al Bano e Romina Power, che fu prima anche in hit parade, e nel 1985 con Se m'innamoro dei Ricchi e Poveri, sesta in hit parade.
Altri artisti che incisero alla Baby Records: Toto Cutugno (Serenata, 1984), Gigliola Cinquetti (Chiamalo amore, 1985) e Drupi (Era bella davvero, 1988), tutte con buoni riscontri commerciali; Mal (Sei la mia donna, 1982) e Rosanna Fratello, invece, con esiti sotto le aspettative. Questi ultimi non furono gli unici passi falsi della casa discografica: ci furono ulteriori tentativi di recupero di artisti sul viale del tramonto, come ad esempio i Collage, addirittura portati al Festival di Sanremo 1984 tra le nuove proposte con Quanto ti amo; o Le Orme, di cui nel 1987 venne pubblicato il 45 giri Dimmi che cos'è per la riunione del gruppo, che però non ebbe seguito con la Baby Records.

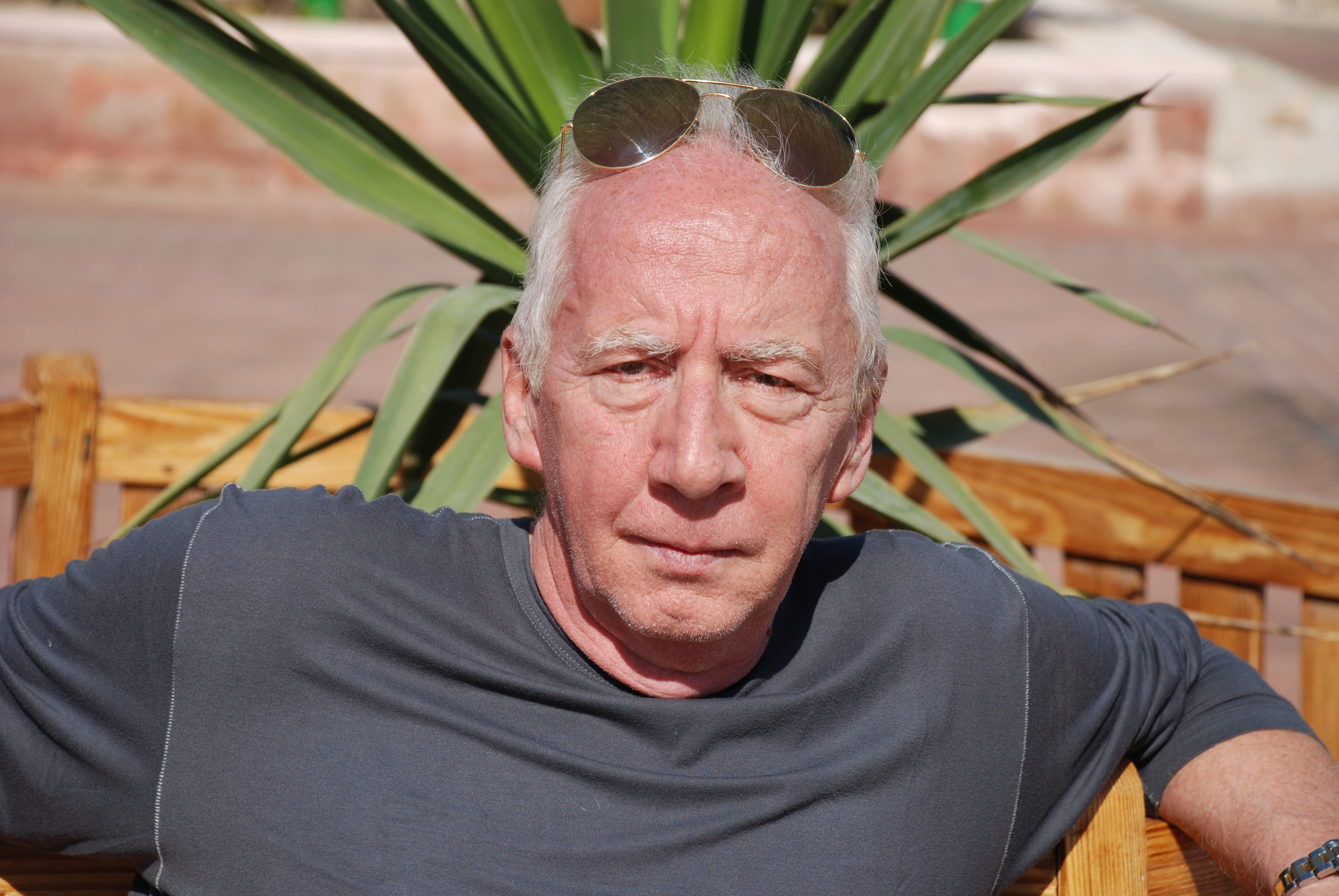
Cristiano Minellono in una foto degli anni duemila.

Fra gli autori fissi della casa discografica vi erano Cristiano Minellono, Dario Farina (che incise anche qualche brano a nome suo, tra cui Sei la sola che amo), Daniele Pace, Gepy & Gepy e Paolo Barabani; mentre gli arrangiamenti della maggior parte dei brani pop erano curati dal maestro Gian Piero Reverberi.
La Baby Records ha anche distribuito per il mercato estero europeo alcuni lavori discografici prodotti e realizzati da altre case discografiche italiane come il singolo L'italiano di Toto Cutugno e il 33 giri Bollicine di Vasco Rossi, entrambi usciti in Italia nel 1983 per la Carosello.

#### Le compilation Mixage e Bimbomix
Nel 1983 la Baby Records pubblicò il primo volume delle compilation Mixage, che raccoglieva le hit della disco made in Italy, e Bimbomix, con canzoni rivolte al pubblico dei più piccoli. Entrambe furono prodotte per tutti gli anni ottanta con risultati strepitosi, tanto che alla fine di ogni anno rientravano nella classifica degli album più venduti in Italia.

### Dagli anni novanta ad oggi: la chiusura
La Baby Records entrò in punta di piedi nel costoso mercato dei CD. Per la prima volta la produzione era esterna, affidata alla Polygram. Con la fine del decennio alcuni artisti, come i Ricchi e Poveri ed Al Bano e Romina lasciarono la casa discografica, mentre i nomi di punta dell'Italo disco cominciarono a perdere smalto; inoltre, in Italia, la produzione del genere diventò sempre meno redditizia al punto che l'azienda trovò nuovi interessi, dedicandosi a produzioni televisive e coproduzioni internazionali. Nel 1990 Naggiar cedette l'intero catalogo alla BMG (subentrata alla RCA Italiana). Non ci furono nuove produzioni fino al 1994, anno in cui la Baby Records cessò di esistere, sostituita da "Baby Records International" per le produzioni future.

#### La chiusura della sede italiana
Un ritorno di fiamma della Italo disco anni ottanta si presentò all'inizio del nuovo millennio. Nel 1999 la Baby Records International, sfruttando la situazione, produsse un nuovo episodio della compilation storica Mixage anche su CD. Mixage venne riproposta anche negli anni successivi, distribuita però da Sony Music. L'ultima edizione fu Mixage 2001. Nel 2002 venne lanciato un nuovo lavoro di Rondò Veneziano, chiamato La Piazza. Le vendite complessive non furono però incoraggianti, al punto che, nel corso degli anni duemila inoltrati, la sede di via Mecenate venne definitivamente smantellata ammainando il logo Baby Records dal palazzo. Di fatto, a livello nazionale terminò ogni attività.

Al contrario, anche se sotto altri marchi, alcune iniziative sono state trasferite su altri territori, come Stati Uniti e America Latina dove, operando con marchi diversi, gli allora responsabili della BR hanno continuato la propria attività.

## Studi di registrazione e di missaggio
Indipendentemente dal genere da realizzare, spesso Naggiar mandava i suoi artisti ad incidere all'estero: 
- al Sound Emporium Studios[31] di Nashville (Tennessee, USA),
- agli Union Studios[32], Country Lane Studios[33] e Arca Studio[34] di Monaco di Baviera (Germania);

quando si registrava in Italia, invece, venivano utilizzati i seguenti studi:
- Bach Studio[35], Moon Studio[36], Logic Studios[37], Hole Record Studio[38], Airport Studios[39], Baby Studios[40], General Recording Sound[41], Il Cortile Studio ed Elettroformati[42] di Milano,
- Titania Recording Studios[43] e G.R.O.P. Studio[44] di Roma,
- Stone Castle Studios[45] di Carimate.

## Dischi
La datazione qui riportata si basa sull'etichetta del disco o sulla copertina; qualora nessuno di questi elementi abbia una datazione, è basata sulla numerazione del catalogo; talora è, infine, basata sul codice della matrice di stampa. Se esistenti, sono riportati, oltre all'anno, il mese e il giorno (quest'ultimo dato si trova, a volte, stampato sul vinile).

### Album
| Numero di catalogo | Anno | Interprete             | Titoli                     |
| ------------------ | ---- | ---------------------- | -------------------------- |
| LPX 012            | 1976 | Stephen Schlaks        | Dream with Stephen Schlaks |
| LPX 013            | 1977 | Pupo                   | Come sei bella             |
| LPX 014            | 1976 | Airbus                 | 5000 volts                 |
| LPX 015            | 1977 | Elena Rinaldi          | Il mondo alla rovescia     |
| LPX 018            | 1977 | D. D. Sound            | Disco Delivery             |
| LPX 019            | 1977 | Saint Tropez           | Je t'aime                  |
| LPX 021            | 1977 | D. D. Sound            | 1-2-3-4 Gimme Some More!   |
| LPX 023            | 1978 | Bombers                | Bombers                    |
| LPX 024            | 1978 | La Bionda              | La Bionda                  |
| LPX 025            | 1978 | Piero Trombetta        | Welcome Piero              |
| LPX 026            | 1978 | D. D. Sound            | Cafè                       |
| LPX 027            | 1978 | Stephen Schlaks        | 3rd Melody                 |
| LPX 029            | 1979 | Esecutori vari         | American fever             |
| LPX 030            | 1979 | La Bionda              | Bandido                    |
| LPX 032            | 1979 | Pupo                   | Gelato al cioccolato       |
| LPX 035            | 1979 | Max Berlins            | World Wide Party           |
| LPX 036            | 1979 | Difference             | High Fly                   |
| LPX 038            | 1979 | Harry Thumann          | American Express           |
| BR 56000           | 1979 | Stephen Schlaks        | Sensitive and Delicate     |
| BR 56001           | 1979 | La Bionda              | High Energy                |
| BR 56002           | 1979 | D. D. Sound            | The Hootchi Cootchie       |
| BR 56003           | 1979 | Gepy & Gepy            | Body to Body               |
| BR 56004           | 1979 | Daniele Pace           | Vitamina C                 |
| BR 56005           | 1979 | Santarosa              | Santarosa                  |
| BR 56008           | 1980 | Wonder                 | Up & Down                  |
| BR 56009           | 1980 | Ricchi e Poveri        | La stagione dell'amore     |
| BR 56010           | 1980 | Pupo                   | Più di prima               |
| BR 56011           | 1980 | Rondò Veneziano        | Rondò Veneziano            |
| BR 56013           | 1980 | Stephen Schlaks        | Pleasure                   |
| BR 56014           | 1980 | Paul Bradley           | Silhouette                 |
| BR 56017           | 1980 | Paolo Barabani         | In riva al bar             |
| BR 56024           | 1981 | Ricchi e Poveri        | E penso a te               |
| BR 56026           | 1981 | Pupo                   | Lo devo solo a te          |
| BR 56027           | 1981 | Rondò Veneziano        | La Serenissima             |
| BR 56033           | 1982 | Al Bano e Romina Power | Aria pura                  |
| BR 56039           | 1982 | K.I.D.                 | Fine Time Tonight          |
| BR 56042           | 1982 | Ricchi e Poveri        | Mamma Maria                |
| BR 56044           | 1982 | Rondò Veneziano        | Scaramucce                 |
| BR 56045           | 1982 | Autori vari            | Fortissima                 |
| BR 56046           | 1982 | Al Bano e Romina Power | Che angelo sei             |
| BR 56049           | 1983 | One Two Three          | Same                       |
| BR 56050           | 1983 | Gazebo                 | Gazebo                     |
| BR 56051           | 1983 | Autori vari            | Mixage 1                   |
| BR 56052           | 1983 | Rondò Veneziano        | Venezia 2000               |
| BR 56053           | 1983 | Pink Project           | Split                      |
| BR 56054           | 1983 | Autori vari            | Mixage 2                   |
| BR 56055           | 1983 | Autori vari            | Bimbomix                   |
| BR 56056           | 1983 | Jean Pierre Posit      | Flûte D'Amour              |
| BR 56057           | 1983 | Ricchi e Poveri        | Voulez vous danser         |
| BR 56060           | 1984 | Autori vari            | Mixage 3                   |
| BR 56061           | 1984 | Gazebo                 | Telephone Mama             |
| BR 56062           | 1984 | Rondò Veneziano        | Odissea Veneziana          |
| BR 56063           | 1984 | Al Bano e Romina Power | Effetto amore              |
| BR 56064           | 1984 | Autori vari            | Bimbomix                   |
| BR 56065           | 1984 | Autori vari            | Mixage 4                   |
| BR 56069           | 1985 | Autori vari            | Bimbomix Vacanze           |
| BR 56070           | 1985 | Autori vari            | Mixage 5                   |
| BR 56081           | 1985 | Rondò Veneziano        | Casanova                   |
| BR 56082           | 1985 | Autori vari            | Mixage 6                   |
| BR 56097           | 1986 | Ricchi e Poveri        | Dimmi quando               |
| BR 56100           | 1986 | Autori vari            | Mixage 7                   |
| BR 56101           | 1986 | Rondò Veneziano        | Rapsodia veneziana         |
| BR 56102           | 1986 | Pupo                   | La vita è molto di più     |
| BR 56106           | 1986 | Autori Vari            | Mixage 8                   |
| BR 56107           | 1986 | Autori vari            | Bimbomix                   |
| BR 56112           | 1987 | Autori Vari            | Mixage 9 Cuccard           |
| BR 56115           | 1987 | Rondò Veneziano        | Arabesque                  |
| BR 56119           | 1988 | Rondò Veneziano        | Concerto                   |
| BR 56122           | 1989 | Rondò Veneziano        | Masquerade                 |

### Singoli
| Numero di catalogo | Anno | Interprete                     | Titoli                                                          |
| ------------------ | ---- | ------------------------------ | --------------------------------------------------------------- |
| BR 009             | 1975 | Stephen Schlaks                | Blue Dolphin                                                    |
| BR 012             | 1975 | Pupo                           | Ti scriverò/La compagnia                                        |
| BR 023             | 1976 | Pupo                           | Come sei bella/Ma cosa è stato                                  |
| BR 028             | 1977 | Jocelyn                        | Prendi un fiorellino/Cantate il fiorellino                      |
| BR 034             | 1977 | Christophe                     | Adesso si domani no/La fine di un amore                         |
| BR 035             | 1977 | Rosanna Fratello               | Listen/Sempre Sola                                              |
| BR 036             | 1977 | Pupo                           | Io solo senza te/Due bicchieri                                  |
| BR 039             | 1977 | Shitân                         | Shitân part 1/Shitân part 2                                     |
| BR 042             | 1978 | Ricky Tamaca                   | Monica/Io con lei non ci sto più                                |
| BR 044             | 1977 | Enrico Beruschi                | Salvatore l'inventore/Qua la zampa                              |
| BR 049             | 1977 | Pupo                           | Sempre tu/Grazie perché                                         |
| BR 051             | 1977 | Silvia Annicchiarico           | Mugghi/I dinosauri                                              |
| BR 059             | 1978 | Michel Fugain                  | Sognando un po'/Fantasia bleue                                  |
| BR 061             | 1978 | Gianfranco D'Angelo            | Gira e rigira/Mi sono messo a dieta                             |
| BR 068             | 1978 | Pupo                           | Ciao/Gabriella                                                  |
| BR 069             | 1978 | D. D. Sound                    | She's not a disco lady/Cafè (Short version)                     |
| BR 074             | 1979 | La Bionda                      | Baby make love/There's no other way                             |
| BR 077             | 1979 | Enrico Beruschi                | Sarà un fiore?/Prove a Sanremo                                  |
| BR 080             | 1979 | Bombers                        | (Everybody) Get dancin'/Main man                                |
| BR 083             | 1979 | Pupo                           | Forse/Cercami ancora                                            |
| BR 086             | 1979 | Daniele Pace                   | Che t'aggia fa'/Dimmi che t'aggia fa'                           |
| BR 087             | 1979 | Gepy & Gepy                    | Angelo blu/Magic music                                          |
| BR 090             | 1979 | Armonium                       | Bambina mia/Come un anno fa                                     |
| BR 095             | 1979 | Pino Presti                    | You Know the Way part I/You Know the Way part II                |
| BR 50200           | 1979 | Gepy & Gepy                    | Body to body/Oh darling, stay with me                           |
| BR 50204           | 1980 | Pino Presti & The Hataway Band | Money (That's What I Want)/Gimme Your Love                      |
| BR 50208           | 1980 | Daniele Pace                   | Piccere'/San Gennaro                                            |
| BR 50209           | 1980 | Pupo                           | Su di noi/Lucia                                                 |
| BR 50210           | 1980 | Armonium                       | Ti desidero/E penso a lei                                       |
| BR 50214           | 1980 | Ricchi e Poveri                | E no, e no/La stagione dell'amore                               |
| BR 50218           | 1980 | Spargo                         | You and me/Worry                                                |
| BR 50221           | 1980 | Pupo                           | Cosa farai/Firenze S. Maria Novella                             |
| BR 50222           | 1980 | Cristina Moffa e Daniele Pace  | Non per vantarci/Non per vantarci (versione strumentale)        |
| BR 50223           | 1980 | Daniele Pace                   | Black out/Mamma Margherita                                      |
| BR 50224           | 1980 | Paul Bradley                   | I'll never be the one/Silhouette                                |
| BR 50226           | 1980 | Enrico Beruschi                | Urca che bello/Il coccodrillo sul Monte Bianco                  |
| BR 50228           | 1980 | Paolo Barabani                 | Hop hop somarello/Balliamo vuoi                                 |
| BR 50229           | 1980 | La Bionda                      | I Wanna Be Your Lover/Action                                    |
| BR 50232           | 1981 | Ricchi e Poveri                | Sarà perché ti amo/Bello l'amore                                |
| BR 50235           | 1981 | Paul Bradley                   | Let it be love/Sunday                                           |
| BR 50236           | 1981 | Spargo                         | One night affair/Running from your lovin'                       |
| BR 50239           | 1981 | Gepy & Gepy                    | Teneramente/Serà sarà                                           |
| BR 50241           | 1981 | Enrico Beruschi                | Volevano andare a Genova/Da capo                                |
| BR 50242           | 1981 | Armonium                       | Tu di più/Se ne va                                              |
| BR 50243           | 1981 | Ricchi e Poveri                | M'innamoro di te/Alla faccia di Belzebù                         |
| BR 50246           | 1981 | La Bionda                      | Boxes/La La Love You                                            |
| BR 50251           | 1981 | Pupo                           | Lo devo solo a te/Lidia a Mosca                                 |
| BR 50254           | 1981 | Paolo Barabani                 | Buon Natale/Neve di primavera                                   |
| BR 50256           | 1981 | Ricchi e Poveri                | Come vorrei/Stasera canto                                       |
| BR 50257           | 1981 | Trix                           | Patatrac/C'est la vie                                           |
| BR 50258           | 1982 | Al Bano e Romina Power         | Felicità/Arrivederci a Bahia                                    |
| BR 50259           | 1982 | Mal                            | Sei la mia donna/Don't save your love                           |
| BR 50268           | 1982 | Ricchi e Poveri                | Made in Italy/Questa sera                                       |
| BR 50269           | 1982 | Dario Farina                   | Sei la sola che amo/Sei di più                                  |
| BR 50278           | 1982 | Ricchi e Poveri                | Piccolo amore/Perché ci vuole l'amore                           |
| BR 50279           | 1983 | Al Bano e Romina Power         | Tu, soltanto tu (mi hai fatto innamorare)/Parigi è bella com' è |
| BR 50282           | 1983 | Ricchi e Poveri                | Mamma Maria/Malinteso                                           |
| BR 50289           | 1983 | Gazebo                         | I like Chopin/I like Chopin (instrumental)                      |
| BR 50293           | 1983 | Gene Colonnello                | E io canto/Verrà verrà                                          |
| BR 50302           | 1983 | Gigi Sabani                    | A me mi torna in mente una canzone/Cantate lo jodel             |
| BR 50303           | 1983 | Barbara Bouchet                | Se tu fossi bello/Vegetable rap                                 |
| BR 50309           | 1983 | Ricchi e Poveri                | Cosa sei/Amarsi un po'                                          |
| BR 50311           | 1984 | Ricchi e Poveri                | Voulez vous danser/Acapulco                                     |
| BR 50313           | 1984 | Al Bano e Romina Power         | Ci sarà/Quando un amore se ne va                                |
| BR 50314           | 1984 | Collage                        | Quanto ti amo/Aspettami                                         |
| BR 50321           | 1984 | Ricchi e Poveri                | Hasta la vista/Acapulco                                         |
| BR 50322           | 1984 | Mal                            | Coming Home (Tornerò)/Secrets                                   |
| BR 50328           | 1984 | Gazebo                         | Telephone Mama/Strategy                                         |
| BR 50333           | 1985 | Ricchi e Poveri                | Se m'innamoro/Mami mami                                         |
| BR 50358           | 1986 | Ricky Shayne                   | High dee ho/All of us now                                       |
| BR 50359           | 1986 | Pupo e Fiordaliso              | La vita è molto di più/Quando penso a te                        |
| BR 50371           | 1987 | Enrico Beruschi                | Mira l'onda del mar/È facile dire                               |
| BR 50384           | 1988 | Drupi                          | Era bella davvero/Che cos'è                                     |
| BR 54041           | 1987 | Paul Manners                   | Enchanté/Enchanté Instrumental                                  |
| BR 54045           | 1987 | Stefano Pulga                  | Come Back/Alone Again                                           |
| BR 54095           | 1988 | Den Harrow                     | My Time/You Have A Way                                          |
| BR 54096           | 1988 | Den Harrow                     | Lies/I Wanna Go                                                 |

### Musicassetta
| Numero di catalogo | Anno | Interprete  | Titoli   |
| ------------------ | ---- | ----------- | -------- |
| 50 BR 56051        | 1983 | Autori vari | Mixage 1 |
| 50 BR 56054        | 1983 | Autori vari | Mixage 2 |
| 50 BR 56060        | 1984 | Autori vari | Mixage 3 |
| 50 BR 56065        | 1984 | Autori vari | Mixage 4 |
| 50 BR 56070        | 1985 | Autori vari | Mixage 5 |
| 50 BR 56082        | 1985 | Autori vari | Mixage 6 |
| 50 BR 56100        | 1986 | Autori vari | Mixage 7 |
| 50 BR 56106        | 1986 | Autori Vari | Mixage 8 |
| 50 BR 56112        | 1987 | Autori Vari | Mixage 9 |